# Lissier
Le lissier (parfois orthographié licier, au féminin lissière ou licière) est un artisan qui réalise des tapisseries, conjointement avec le cartonnier.

## Tâches
Le lissier participe à plusieurs étapes de l’élaboration d’une tapisserie : il prépare le carton de sa tapisserie à partir d’une œuvre mise à l’échelle voulue, choisit ses couleurs (échantillonnage), prépare son métier (de haute-lisse ou de basse-lisse) et monte sa chaîne, avant de commencer à tisser les motifs du carton.
Par exemple, la Tenture de l'Apocalypse, commandée entre 1373 et 1377 par le duc Louis Ier d'Anjou a été confiée à Nicolas Bataille, le lissier le plus renommé de son époque.

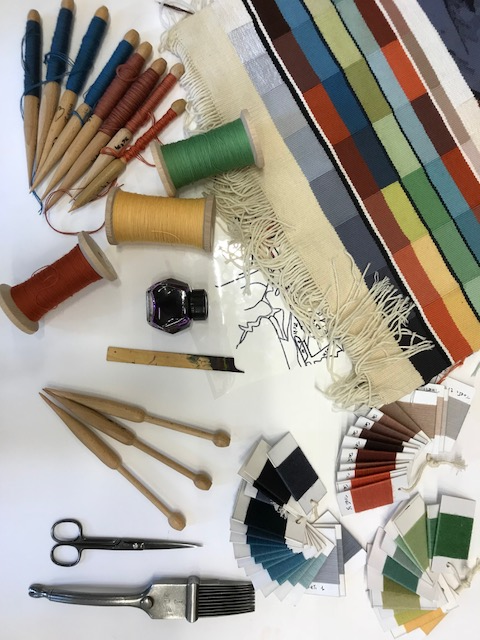
Nécessaire du licier (haute lice) Nécessaire du licier de haute lice

## Formation

### France
En France, une formation d’artiste-lissier est délivrée par les manufactures nationales des Gobelins, de Beauvais et de la Savonnerie ainsi que par la Cité internationale de la tapisserie d’Aubusson. Il y a deux cents lissiers en activité, principalement aux manufactures nationales ; le métier est très féminisé depuis la Seconde Guerre mondiale.